# Iglesia copta ortodoxa
La Iglesia copta ortodoxa u ortodoxa copta (en copto: Ϯⲉⲕ̀ⲕⲗⲏⲥⲓⲁ ̀ⲛⲣⲉⲙ̀ⲛⲭⲏⲙⲓ ⲛⲟⲣⲑⲟⲇⲟⲝⲟⲥ, Tiekklisia nremnkhimi northodoxos, “Iglesia egipcia ortodoxa”, y en árabe: الكنيسة القبطية الأرثوذكسية, al-Kinisa al-Qubtiyya al-Urthudhuksiyya), más comúnmente conocida como Iglesia copta, es una Iglesia ortodoxa oriental autocéfala que sigue la tradición litúrgica alejandrina, usando como lengua litúrgica el copto.
La Iglesia copta se considera la heredera de la antigua Iglesia de Alejandría, siendo su papa el patriarca de Alejandría y sucesor de Marcos el Evangelista, autor del segundo libro del Evangelio en el siglo I, que habría predicado en el actual Egipto entre los años 43 y 61. Su doctrina se fundamenta en los tres primeros concilios ecuménicos, su reflexión teológica ha sido formada y orientada desde la escuela de Alejandría y su cristología se basa en la fórmula del patriarca Cirilo de Alejandría de «una sola naturaleza del Verbo encarnado». Su separación de la Iglesia católica y ortodoxa fue provocada por el patriarca Timoteo Eluro, quien en un sínodo de Alejandría en 457 anatematizó al papa León I y a los patriarcas de Constantinopla y Antioquía por la desconsideración hacia la fórmula de Cirilo y la deposición del patriarca Dióscoro I de Alejandría en el Concilio de Calcedonia de 451.
El 4 de noviembre de 2012 el obispo Teodoro (Tawadros, en árabe) fue elegido como el 118.º papa de la Iglesia copta, con el nombre de Teodoro II, sucediendo a Shenouda III, que falleció el 17 de marzo de ese mismo año y llevaba en el puesto desde 1971. Aunque no existe un dogma que establezca la infalibilidad del papa copto, sí existe una tradición que proviene del siglo V que dice que Dios habla por la boca del patriarca de Alejandría. El pontífice copto ha sufrido persecución no solo por el aumento de la actividad de los fundamentalistas islámicos desde finales de la década de 1970, sino también por parte de los sucesivos gobiernos de Egipto. Entre 1981 y 1985 el papa Shenouda III fue recluido en arresto domiciliario en un monasterio en el desierto.
Las Iglesias de Etiopía y Eritrea estuvieron bajo la jurisdicción de la Iglesia copta hasta la segunda mitad del siglo XX. El papa Cirilo VI reconoció la autocefalia de la Iglesia ortodoxa de Etiopía en 1959; posteriormente, en 1993, el papa Shenouda III reconoció la autocefalia de la Iglesia ortodoxa de Eritrea. Actualmente los patriarcados de Etiopía y Eritrea se mantienen en comunión con el papa de Alejandría.
Se estima que los fieles bajo la jurisdicción de la Iglesia copta ortodoxa ascienden a unos 12 millones de personas, repartidas entre Egipto (unos 10 millones), Sudán y Sudán del Sur (unos 500 000) y en comunidades de diáspora copta en Europa, África, Oceanía y América, con cerca de 200 000 seguidores en los Estados Unidos. En Egipto muchos de ellos se consideran discriminados en su propio país, sobre todo en lo que respecta al acceso a la educación y al trabajo, aunque están muy asentados en sectores económicos comerciales y artesanales como la joyería. Históricamente, la minoría copta en Egipto no ha sido respetada y los episodios de violencia han surgido de manera abundante durante los últimos años.

## Historia

### Origen
La ciudad de Alejandría era la capital de la provincia de Egipto y una de las grandes metrópolis del Imperio romano, donde residía una fuerte colonia judía. Según la tradición cristiana, Marcos el Evangelista habría sido enviado a esta ciudad por los apóstoles Pedro y Pablo cerca del año 43, durante la época del emperador romano Claudio. En 62 Marcos habría nombrado al obispo Aniano, dejando la ciudad para viajar a Roma a reunirse con Pedro y más tarde habría predicado en el noreste de Italia, en Aquileia y Rávena. Parece que regresó a Alejandría, alrededor del año 64, pero después de esta fecha no hay información más confiable sobre él. Según Eusebio de Cesarea (siglo IV) y La leyenda dorada (siglo XIII), Marcos fue martirizado en Alejandría, siendo su cuerpo arrastrado por las calles de la ciudad.
Los primeros cristianos de Egipto eran principalmente judíos de Alejandría, pero luego de ellos un gran número de egipcios abrazó la fe cristiana. El cristianismo se extendió por todo Egipto en unas pocas décadas, como puede verse en los escritos del Nuevo Testamento en Bahnasa, en el Egipto Medio, que datan alrededor del año 200, y un fragmento del Evangelio de Juan escrito en idioma copto, que se encuentra en el Alto Egipto y que datan de la primera mitad del siglo II. En tiempos de las persecuciones romanas, una motivación extra para la conversión era la oposición al dominio romano establecido recientemente en el siglo I a. C., que había sometido a la población egipcia a una escasa minoría dirigente de origen grecorromano. A esta situación habría que añadir las enormes cargas fiscales a las que fueron sometidos los campesinos egipcios y la explotación económica general a la que fue subordinado todo Egipto, territorio que se consideraba el "granero del Imperio". 

### Desarrollo
La ciudad de Alejandría, debido a su importancia urbana y geográfica y sus orígenes importantes como sede apostólica, pronto se convirtió en uno de los principales centros de difusión del cristianismo, con un gran peso en la dirección de las primeras comunidades cristianas. Durante el obispado de Marcos II de Alejandría, a mediados del siglo II, las corrientes teológicas (más tarde consideradas herejías gnósticas) de Basilides, Carpocrates y Valentino comenzaron a formarse dentro de la comunidad alejandrina; en contra de ellos estuvo el obispo Agripino, quien llegó a negar la validez del bautismo recibido por herejes.
La Iglesia de Alejandría aumentó su prestigio entre los siglos II y III gracias al desarrollo de la Escuela catequística de Alejandría y el nacimiento y difusión del monacato en sus diversas formas. A la cabeza de la escuela teológica de Alejandría estuvo Heraclas de Alejandría, quien poco después se convirtió en obispo de la ciudad. A partir de su episcopado (231-248) los obispos alejandrinos tomaron el título de Papa, en griego: Παπας, un término familiar para «padre».
Figuras prominentes de la Iglesia alejandrina fueron: Clemente de Alejandría, Orígenes y Atanasio de Alejandría. Durante los primeros tres siglos, se construyeron una gran cantidad de iglesias y se desarrolló un rito litúrgico propio: la liturgia del apóstol Marcos (alejandrina).
A principios del siglo IV un presbítero proveniente de lo que hoy es Libia, llamado Arrio, que servía en la catedral de Baucalis, comenzó a predicar, sobre la base de las doctrinas gnósticas del siglo anterior, la subordinación de Cristo a Dios Padre, negando la doctrina de la Santísima Trinidad. La doctrina de Arrio atrajo la atención del obispo Pedro de Alejandría, quien lo excomulgó. El obispo Alejandro de Alejandría convocó en 318 un sínodo durante el cual se condenó la doctrina arriana, lo que provocó que Arrio huyera a Constantinopla. Este sínodo reconoció a Alejandría como sede metropolitana.
No obstante, la doctrina arriana se difundió en toda la cristiandad, por lo cual el Concilio de Nicea (325) fue convocado por el emperador Constantino para resolver el asunto y dio lugar a la formulación del Credo Niceno, siendo recitado por todos los cristianos, y cuyo autor fue el obispo Atanasio de Alejandría. En este concilio también se reconoció la preeminencia de la sede de Alejandría junto con las de Roma y Antioquía, declarándose la primacía de la Iglesia de Roma, sede del sucesor de san Pedro, y después de Roma, Alejandría, sede del sucesor de san Marcos, cuya jurisdicción se extendía en este tiempo sobre las 100 diócesis del valle del Nilo, señal de la vitalidad de esta Iglesia. Cerca del 330 la Iglesia de Alejandría extendió su jurisdicción más allá de las fronteras del Imperio romano, hacia Etiopía, cuando Atanasio designó obispo a Frumencio de Aksum.
En 357 el obispo de Alejandría se vio obligado a huir de la ciudad nuevamente, refugiándose en el desierto, mientras que otro arriano, Jorge de Alejandría, se sentó en su silla. En 358 incluso el obispo de Roma Liberio se vio obligado a condenar al metropolitano egipcio, pero en 362 fue restablecida la ortodoxia.
El Concilio de Constantinopla I en 381 reconoció al metropolitano de Alejandría poderes de inspección sobre todos los obispos de Egipto. También decidió que el obispo de la capital imperial (Constantinopla) «tendría primacía de honor, después del obispo de Roma, puesto que Constantinopla es la Nueva Roma», dándole un rango superior con respecto a los de Alejandría y Antioquía, imposición que suscitó la indignación de los egipcios y de su patriarca. Esta decisión se tomó una vez que se marcharon los legados papales, debido a las presiones del emperador Teodosio y se basó únicamente en que Constantinopla era la capital del recién establecido Imperio bizantino, sede del emperador.

### Cisma
A principios del siglo V, Nestorio, patriarca de Constantinopla, hizo pública una doctrina que consideraba que en Cristo se unían dos personas distintas, una divina y otra humana. El patriarca Cirilo de Alejandría condenó esta doctrina y, al no haber acuerdo entre los dos patriarcas, acudió al papa Celestino I, el cual convocó el Concilio de Éfeso en 431. Como resultado, se depuso a Nestorio y se declaró su doctrina como herejía, la cual hasta hoy se conoce como nestorianismo. En Egipto muchos interpretaron la actuación de Cirilo, viéndolo como el levantamiento de Alejandría en contra de la capital del Imperio, Constantinopla.
Otros sostuvieron una doctrina en sentido opuesto, según la cual la naturaleza de Cristo, Dios hecho hombre, es sólo una, divina; doctrina llamada eutiquianismo, por divulgarla el monje griego Eutiques (m. 454), aunque es más conocida como monofisismo. En razón de que los coptos fueron asociados por sus adversarios con esa doctrina, son llamados en ocasiones "cristianos monofisitas" o "eutiquianos", lo cual los coptos rechazan. El monofisismo surgió como oposición al nestorianismo, fue considerado herejía y condenado en 451 por el Concilio de Calcedonia, que proclamó: Cristo tiene dos naturalezas diferentes, una divina y otra humana. Dióscoro defendía la formulación de Cirilo de Alejandría en el Concilio de Éfeso, «una naturaleza encarnada de la Palabra de Dios», y rehusó aceptar la fórmula «en dos naturalezas», aunque aceptaba «desde dos naturalezas», doctrina conocida más precisamente como miafisismo.
Tras ser condenados en Calcedonia, el patriarca de Alejandría, Dióscoro, fue desterrado por orden del emperador Marciano, nombrándose un nuevo patriarca, Proterio, que debería implementar las medidas de Calcedonia. Estos hechos causaron la indignación de la mayoría de los cristianos egipcios. Las enseñanzas cristológicas del Concilio de Calcedonia fueron rechazadas por prácticamente la totalidad del pueblo egipcio, en parte, debido a la oposición de muchos obispos y laicos a la dominación de Bizancio mezclando así motivos políticos, esto desató una ola de persecuciones que no hicieron más que reafirmar la resistencia hacia los bizantinos.
En 457 el patriarca Proterio fue asesinado y el clero egipcio proclamó patriarca a Timoteo Eluro, cuyos primeros actos fueron rechazar el Concilio de Calcedonia y excomulgar al papa León I y a los patriarcas de Constantinopla y Antioquía. De esta forma, inició el cisma que dio origen a la Iglesia copta.

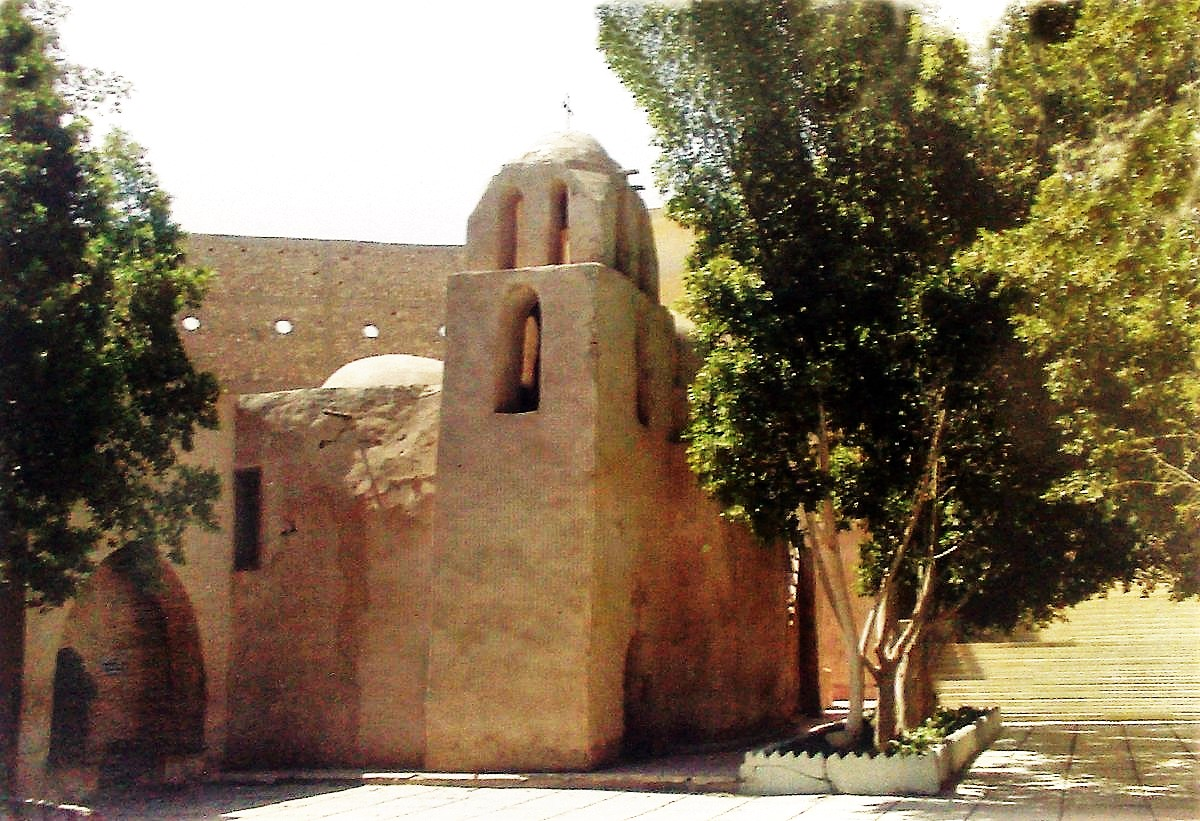
Monasterio de San Macario el Grande.

La respuesta del poder bizantino fue más bien tibia, esperando alcanzar una conciliación por la vía de la diplomacia teológica, actitud que cambió en el siglo VI con el emperador Justiniano, que mandó levantar un patriarcado alternativo en Egipto que siguiera la religión de Bizancio, que corresponde a la actual Iglesia ortodoxa de Alejandría. Del siglo V al IX los patriarcas ortodoxos tuvieron su sede en la ciudad de Alejandría, mientras que los patriarcas coptos residían en el Monasterio de San Macario el Grande, ubicado en el desierto. En 1047 la sede patriarcal fue movida a El Cairo.
Desde la dominación árabe y también durante las cruzadas, el término "copto", en el contexto religioso, hace referencia directa a los miafisistas.
Durante la Edad Media la Iglesia católica, una vez separada de la Iglesia ortodoxa, busca el diálogo con la Iglesia copta con vistas a una unificación, pero sin resultados positivos. Ya en el Renacimiento cambió su política a la de las conversiones individuales. A través de la conversión de un obispo copto se fundó la Iglesia católica copta, que conserva todos los ritos coptos pero reconoce la primacía del papa católico en lugar del papa copto.

### Actualidad

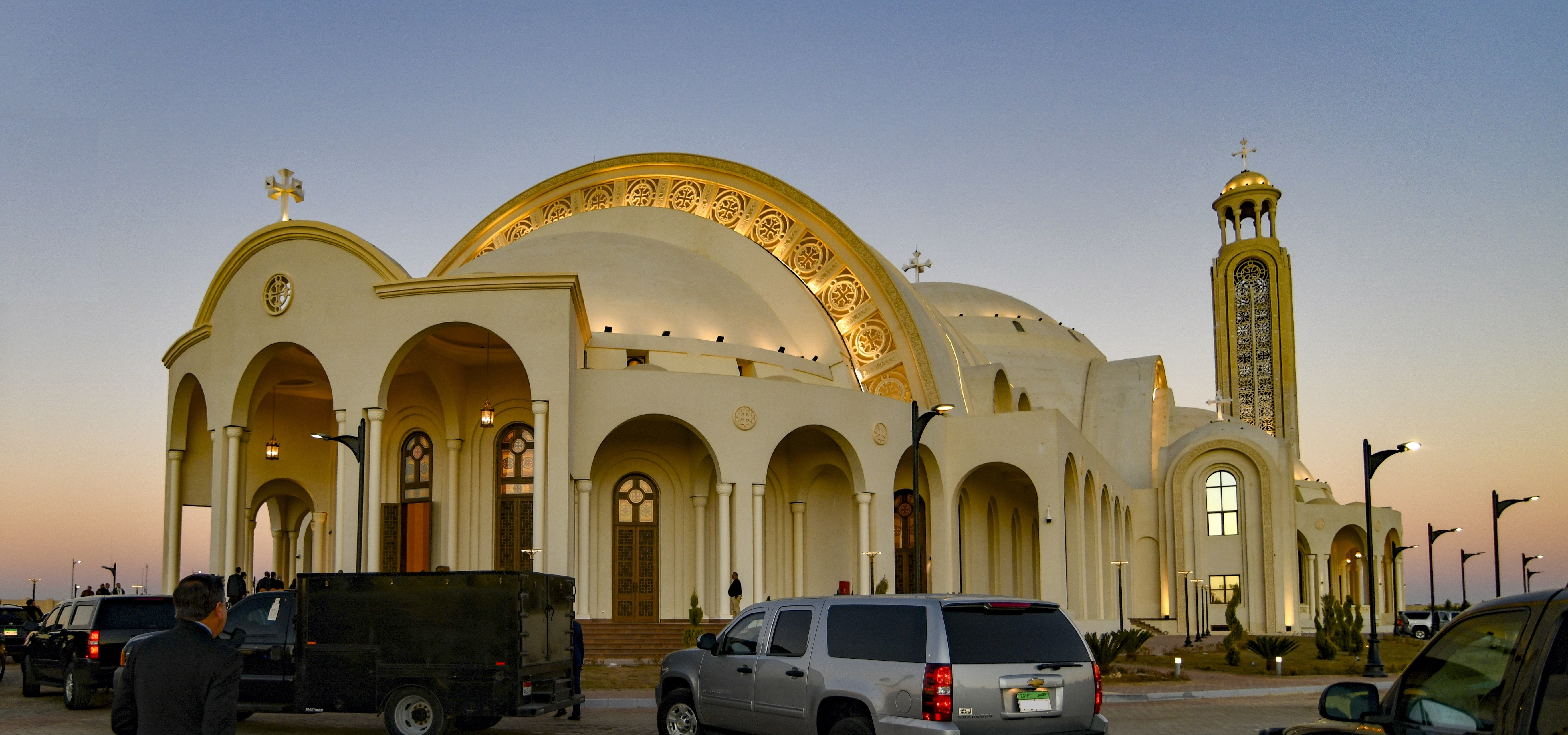
La Catedral de la Natividad (El Cairo), inaugurada en 2019, es la iglesia más grande de Oriente Medio.

Las diferencias entre la Iglesia copta y la Iglesia católica tienden a superarse a partir de la declaración conjunta de Shenouda III, Pablo VI y Esteban I Sidarouss, (patriarca emérito de Alejandría de los coptos y cardenal de la Iglesia romana) en 1973:

Confesamos que nuestro Señor y Dios y Salvador y Rey de todos nosotros, Jesucristo, es Dios perfecto con respecto a su divinidad, hombre perfecto con respecto a su humanidad. En él su divinidad está unida con su humanidad en una verdadera unión perfecta, sin mezcla, sin mixtura, sin confusión, sin alteración, sin división, sin separación.

En septiembre de 1990 la Iglesia ortodoxa y la Iglesia copta en conjunto a otras iglesias miafisistas firmaron un acuerdo sobre cristología, y se recomendó a las diversas Iglesias levantar los anatemas y la enemistad del pasado, después de revisar los resultados de los diálogos.
Desde 1954 funciona el Instituto Copto de Altos Estudios en El Cairo, que funciona como centro para el estudio de la tradición cristiana copta.

## Canon bíblico
El canon bíblico de la Iglesia copta es más amplio que los de otros grupos cristianos. El canon copto del Antiguo Testamento contiene todos los textos de la Biblia de los Setenta aceptados por la Iglesia católica, incluyendo también los libros aceptados por el canon más amplio de la Iglesia ortodoxa (es decir incluye también el Salmo 151, la Oración de Manasés, el Libro III de Esdras, el Libro III de los Macabeos y el Libro IV de los Macabeos) incluyendo además el Libro de Enoc y el Libro de los Jubileos. Sin embargo estos dos últimos libros no son reconocidos en el patriarcado copto de Alejandría, a pesar de estar en comunión con los patriarcados de Etiopía y Eritrea que sí mantienen el canon completo.
Este canon más amplio se justifica debido a que la mayoría de la Iglesia copta mantiene íntegramente la Biblia de los Setenta o Septuaginta como su antiguo testamento, sin extraer ningún libro de ella, al contrario que el resto de confesiones cristianas, que han establecido el canon bajo otros criterios.

## Calendario copto

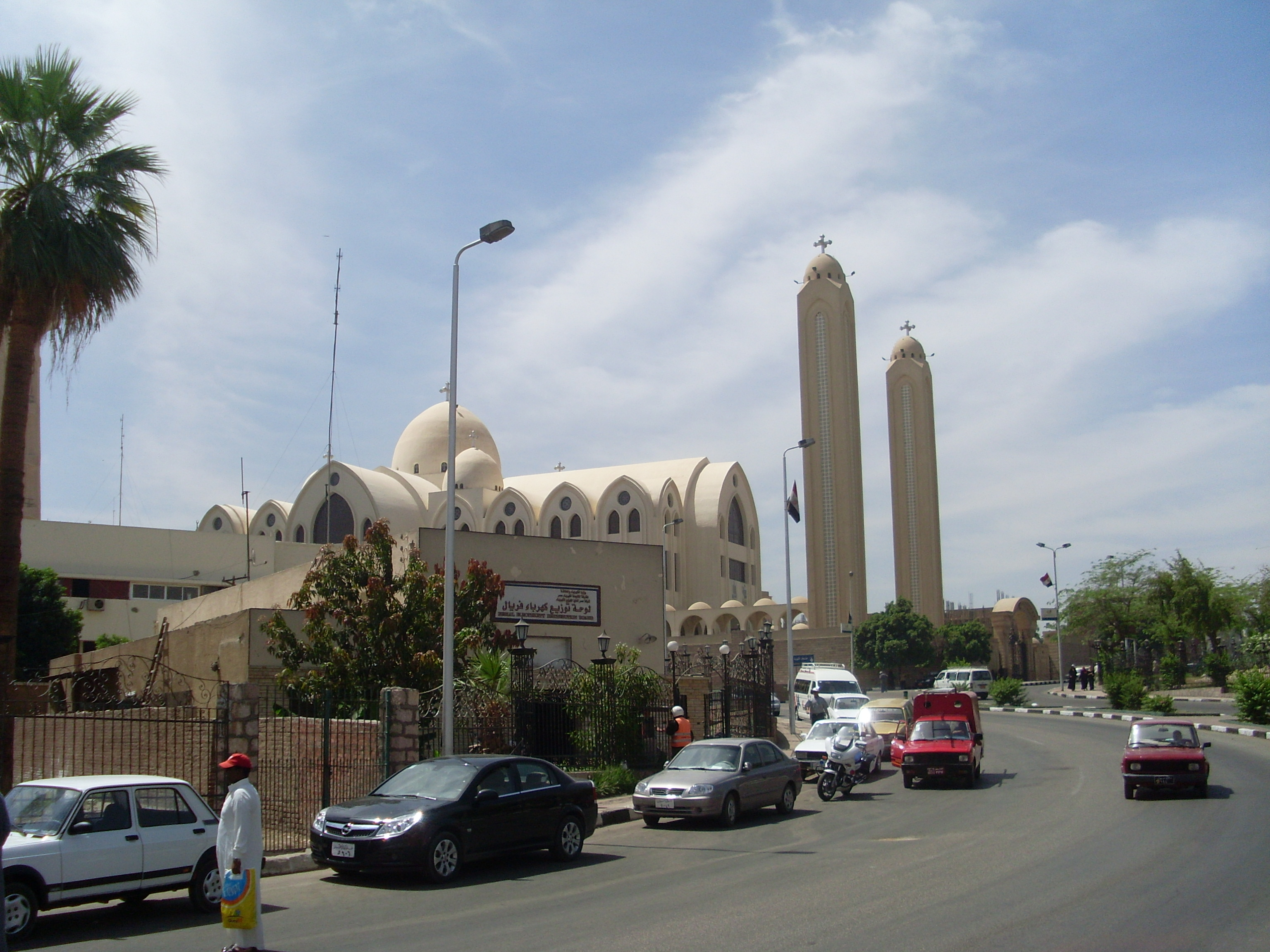
Iglesia copta de Asuán dedicada al Arcángel Miguel.

El calendario copto, también denominado calendario alejandrino, es el sistema cronológico utilizado por la Iglesia copta. Deriva directamente del calendario egipcio, que fue reformado durante el reinado de Ptolomeo III (decreto de Canopus, 238 a. C.) mediante la introducción de un sexto día epagómeno en el decimotercer mes cada cuatro años, en compensación del desfase solar (equivalente al año bisiesto). La reforma fue rechazada inicialmente por los sacerdotes egipcios y solo se implantó en el 25 a. C., bajo el emperador romano Augusto, momento en que el calendario egipcio quedó sincronizado con el calendario juliano.  
El calendario copto comparte estructura con el calendario etíope, aunque difiere en los nombres de los meses y en la numeración de los años.

### Estructura y estaciones
Siguiendo el modelo egipcio, el año se divide en tres estaciones de cuatro meses cada una, conmemoradas mediante oraciones específicas en la liturgia copta. Esta división se conserva también en el ámbito agrícola, donde se reconocen tres temporadas principales.  
El calendario consta de 12 meses de 30 días más un decimotercer mes, denominado pequeño mes, con 5 días (6 en año bisiesto).  

### Celebraciones
La Navidad copta se celebra el 7 de enero del calendario gregoriano (25 de diciembre en el calendario juliano). En el calendario etíope, la duración y número de los meses coinciden, pero sus nombres son diferentes.

### Inicio del año y cómputo
El año copto comienza el 29 de agosto del calendario juliano, lo que corresponde habitualmente al 11 de septiembre del calendario gregoriano. El cómputo de los años se inicia en el 284, año en que accedió al trono el emperador Diocleciano, cuyo reinado se caracterizó por intensas persecuciones contra los cristianos, especialmente en Egipto. Por ello, la abreviatura que acompaña a los años coptos es AM (Annus Martyrum, «año de los mártires»).

## Gobierno eclesiástico

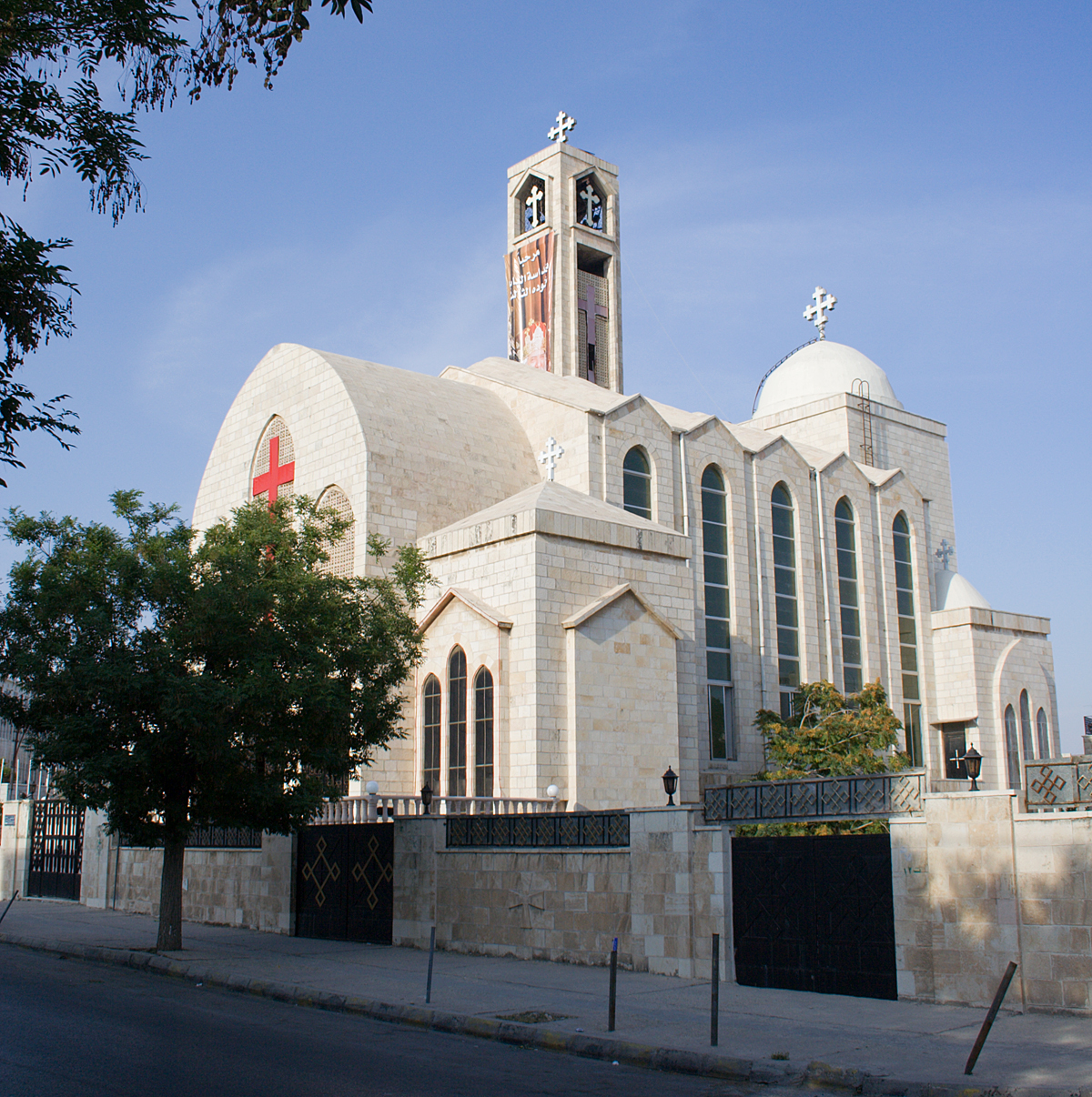
Iglesia copta en Amán.

El patriarcado copto de Alejandría es gobernado por el Santo Sínodo, presidido por el patriarca de Alejandría. Bajo su autoridad están los arzobispos metropolitanos, los obispos metropolitanos, los obispos diocesanos (o eparcas), los exarcas patriarcales, los obispos misioneros, los obispos auxiliares, los obispos sufragáneos, los obispos asistentes, los corepíscopos y los vicarios patriarcales de la Iglesia de Alejandría. Están distribuidos de la siguiente forma:
- 12 metrópolis, de las cuales 8 están en Egipto, una en Oriente Medio, 2 en Europa, y una en Estados Unidos; dirigidos por 2 arzobispos metropolitanos y 10 obispos metropolitanos. De los doce jerarcas, un arzobispo metropolitano y 7 obispos metropolitanos están en Egipto; un arzobispo metropolitano en Medio Oriente, dos obispos metropolitanos en Europa y uno en Estados Unidos.
- 65 diócesis, dirigidos por 46 obispos diocesanos en Egipto, 9 en Europa, 4 en América del Norte, 2 en América del Sur, 2 en Sudán y 2 en Australia.
- 3 diócesis sufragáneas, con un obispo sufragáneo en Europa y 2 en América de Norte.
- 5 obispos auxiliares, de los cuales 3 son para las diócesis de Egipto y 2 para América de Norte.
- 11 obispos asistentes en Egipto.
- 9 exarcas patriarcales, de los cuales 2 están en África, 2 en América de Norte, 2 en Europa y 3 en Egipto.
- 14 obispos-abades para los 12 monasterios patriarcales en Egipto, uno en Australia y uno en Alemania.
- 2 obispos generales, que son emisarios generales en Egipto y el extranjero.
- 4 obispos generales, administradores de las Instituciones patriarcales en Egipto.
- Un higúmeno en calidad de Gran Economos, vicario patriarcal para Alejandría.
- Un higúmeno como vicario administrativo patriarcal para El Cairo.

## Principales lugares de culto y peregrinación

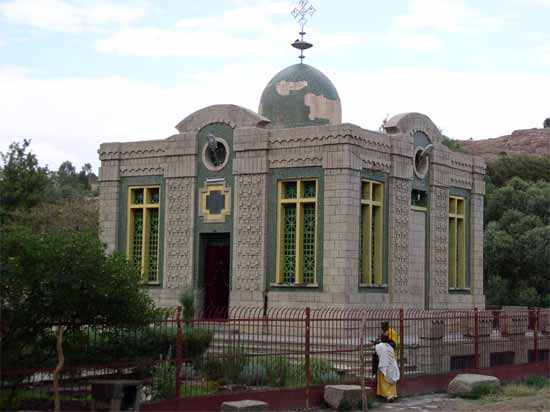
Capilla de las Tablas en la iglesia de Nuestra Señora de Sion, que alberga, según la tradición, el Arca de la Alianza.

La catedral copta de San Marcos está considerada como la catedral más importante de Egipto por ser el lugar de residencia del papa copto en la actualidad.
El segundo lugar más importante de culto y peregrinación es la iglesia de Santa María de Sion, en Aksum, donde se custodia el Arca de la Alianza, que habría sido llevada a Etiopía por Menelik I, hijo de Salomón y de la reina de Saba. El clero etíope, debido a la antigua tradición sobre el manejo y cuidado del arca, siempre se ha resistido a las presiones de los arqueólogos modernos para estudiar el Arca de la Alianza; y solo se puede suponer su posible real ubicación en esta iglesia a través de pruebas arqueológicas indirectas.
Otro de los lugares principales de culto es la «cueva del niño Jesús», gruta situada en el barrio viejo de El Cairo, y en la cual, según la tradición, vivió la Sagrada Familia durante su exilio en Egipto tras la matanza de los inocentes decretada por Herodes.

### Catedrales
- Catedral copta de San Marcos en el barrio de Abbassia, El Cairo (sede actual del papa copto).
- Catedral copta de San Marcos en el barrio de Azbakeya, El Cairo (sede entre 1800 a 1971).
- Catedral copta de San Marcos en Alejandría (sede histórica del papa copto).

### Monasterios
- Monasterio de San Antonio (mar Rojo)
- Monasterio de Santa Fana
- Monasterio de San Macario el Grande
- Monasterio de los Santos Mártires
- Monasterio de San Mateo, el Alfarero
- Monasterio de San Menas
- Monasterio Paromeos
- Monasterio de San Pablo, el Anacoreta
- Monasterio de San Pishoy
- Monasterio Rojo
- Monasterio Sirio
- Monasterio Blanco
- Monasterio de San Antonio (California)

## Apariciones marianas
Se han producido diversas apariciones marianas en Egipto, algo que la Iglesia copta de Egipto interpreta como una consolación en tiempos de persecución. Ha habido varias apariciones como la del Zeitún en 1968, Asiut en 2000, y más recientemente en el barrio cairota de El Warrak en diciembre de 2009. La mayoría de estas apariciones tienen lugar en las cúpulas de las iglesias coptas. Recientemente el papa copto de Egipto, Shenouda III aprobó tales apariciones como verdaderas manifestaciones de la Virgen María.